# 回転円盤電極
回転円盤電極（かいてんえんばんでんきょく 英: rotating disk electrode, RDE、回転ディスク電極とも）とは、三電極測定系において用いられる、水力学的な作用電極である。測定中に電極を回転させることにより、電極へ向かう分析種の流束を作り出す。この形式の作用電極は、化学的現象の中でも、電気化学的研究において特に酸化還元化学の関わる反応機構を調査する際に用いられる。より複雑な回転リングディスク電極が、実験中にリングを不活性のまま保つことにより回転円盤電極として用いられることもある。

## 構造
回転円盤電極には、不活性な絶縁体のポリマーもしくは樹脂の中に埋め込まれた導体円盤が備わっている。これが、回転数を非常に精密に制御することのできる電気モーターにとりつけられるようになっている。円盤部は、他の作用電極と同様、何らかの貴金属もしくはガラス状炭素で作ることが一般的であるが、必要に応じてどのような導電材料でも用いることができる。

## 機能
円盤の回転は通常角速度により記述する。円盤が回転すると、溶液のうち円盤にひきずられる部分が「水力学的境界層」となり、遠心力により円盤の中心から溶液は吹き飛ばされる。これを補償するため、溶液がバルクから「境界層」へと電極に対して垂直に流れこむことになる。総体として、溶液の層流が電極に向う方向と電極表面に沿う方向に形成されることとなる。この溶液の流れの速度は電極の角速度によって制御することができ、数理モデルにより扱うことができる。この流れによって、定常電流を決める反応の律速段階を拡散ではなく溶液の流量により支配することが速やかに達成できる。これは、サイクリックボルタンメトリーなどの静的で攪拌を伴わない実験において定常電流が溶液中の化学種の拡散律速となることと対照的である。

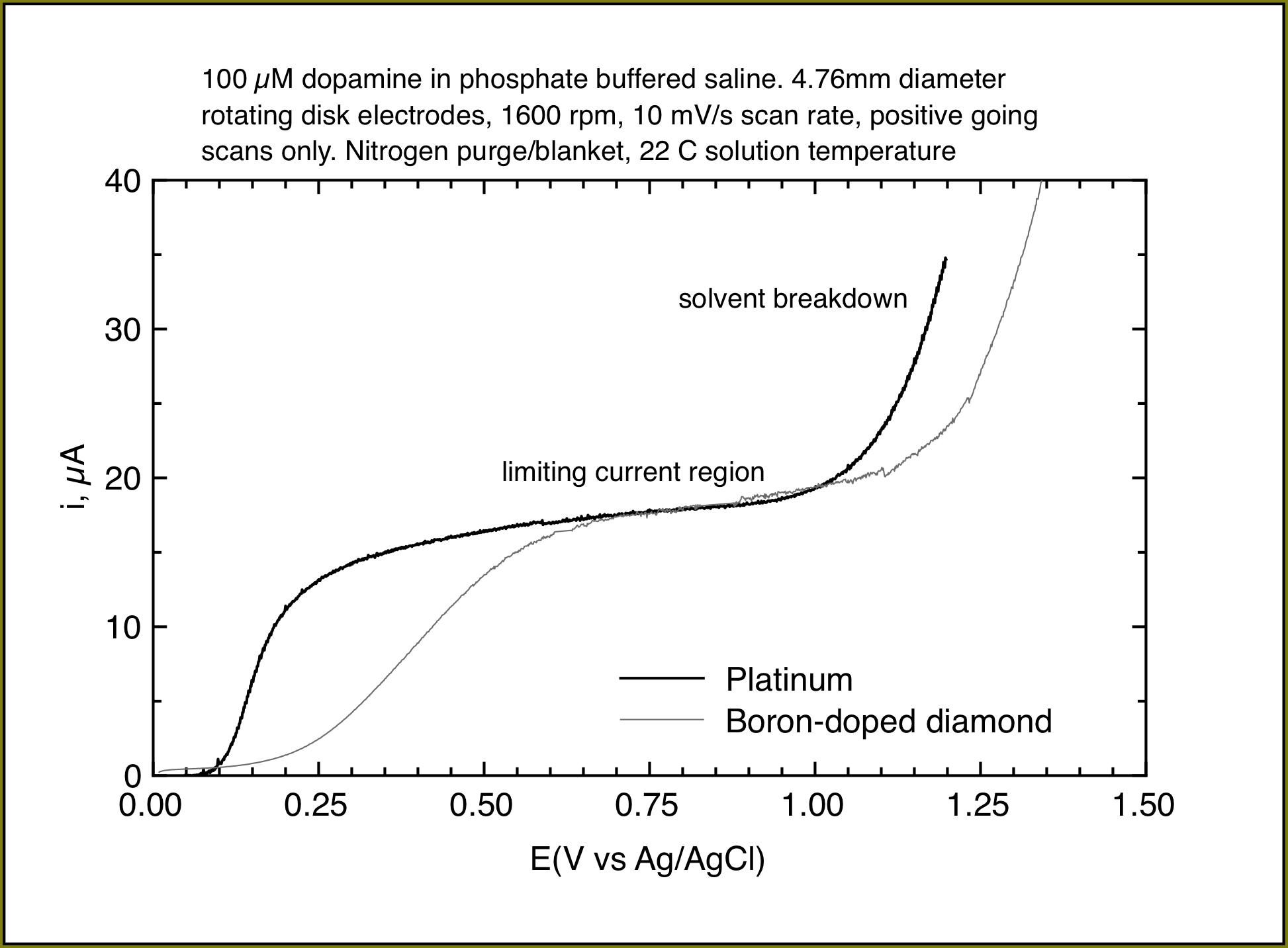
リン酸塩バッファー中で計測した 100 µM ドーパミンの線形掃引ボルタモグラム。D. Sopchak, PhD thesis, Case Western Reserve University, 2001, figure 4.1 から引用。

線形掃引ボルタンメトリーなどの実験を様々な回転速度において行うことで、多電子移動反応や低速電子移動反応、表面吸着・脱離段階の速度論、電気化学反応機構などの様々な電気化学的現象を研究することができる。 

## 静止電極との振る舞いの違い
サイクリックボルタンメトリーなどにおいて行われる電極電位の逆掃引は、RDE を用いた測定系においては反応生成物が常に電極から流れ去るために挙動が変化する。逆掃引により描かれる i-E 曲線は、キャパシタンス部分を除いて順掃引による曲線と非常によく一致する。したがって、RDE を反応生成物の振る舞いを調べるために用いることはできない。しかし、回転リングディスク電極を用いれば反応性についてさらに詳しく調査を行うことができる。RDE を用いたサイクリックボルタモグラムのピーク電流は、レビッチ式により支配されるプラトー状の領域となる。典型的には限界電流は静止電極におけるピーク電流よりも非常に大きくなる。これは、反応物の質量輸送が拡散にのみ依存する静止電極とは違って、回転円盤電極では電極円盤の回転によって動的に活性化されているためである。もちろん、回転子を停止させれば回転円盤電極を静止電極として用いることも可能である。